# フォレスト・ナショナル

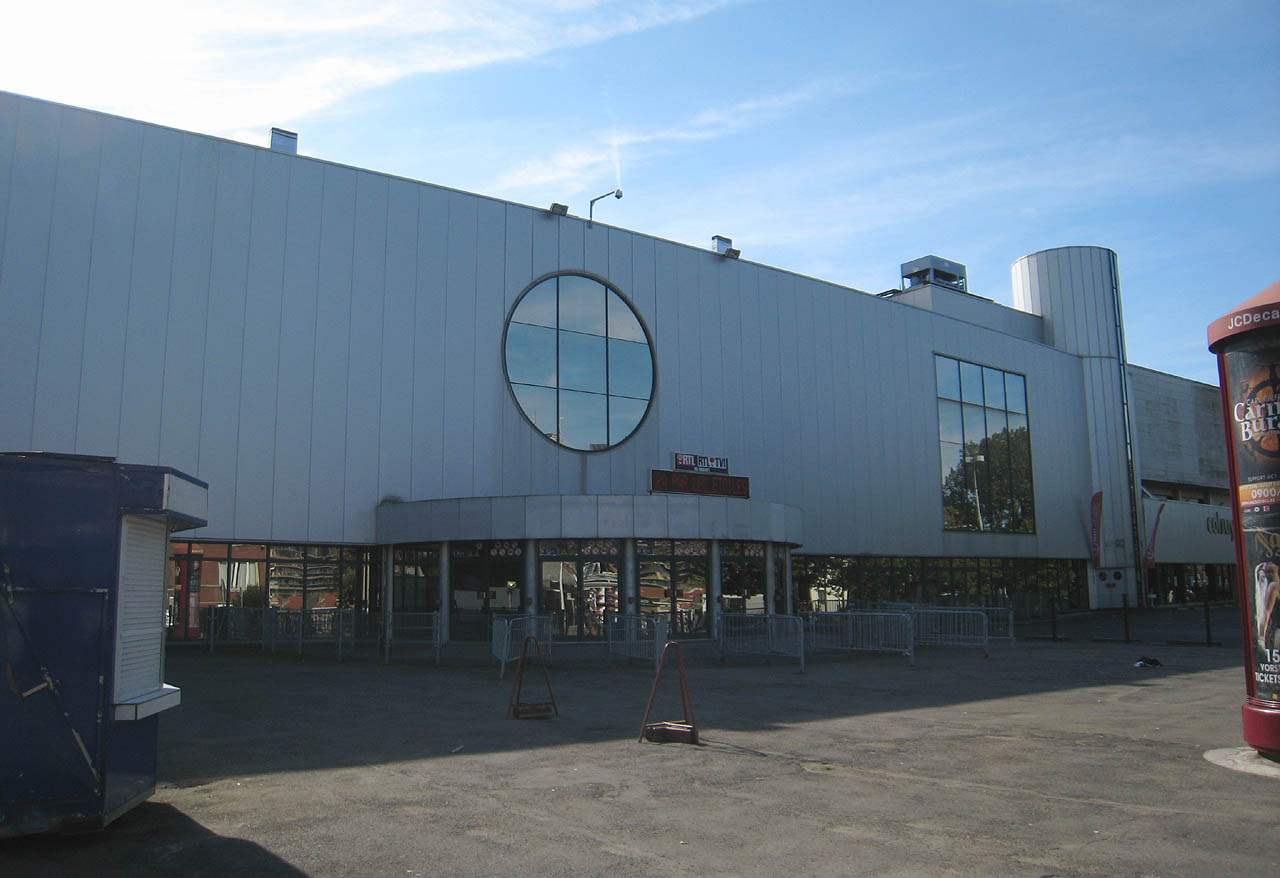
外観

フォレスト・ナショナル（仏: Forest National、蘭: Vorst Nationaal）は、ベルギー・ブリュッセル郊外のフォレに所在する多目的アリーナ。欧州アリーナ協会に加盟している。
1971年に完成し、最大8000名収容が可能。2015年に開催されたデ杯ワールドグループ準決勝対アルゼンチン戦の会場としても使用された。ブリュッセルの同様の大規模コンサート会場にはほかにパレ12（15000名収容）とボードゥアン国王競技場がある。